# Église Saint-Michel de Gembrie
Pour les articles homonymes, voir Église Saint-Michel.
L'église Saint-Michel de Gembrie est une église catholique située à Gembrie, dans le département français des Hautes-Pyrénées en France.

## Présentation
L'église est située en Barousse.
L'église a été reconstruite au XIXe siècle d'après la date inscrite sur une pierre à l'entrée du porche.
Au XXIe siècle, des messes y sont toujours célébrées par l'ensemble paroissial de la Barousse.

## Description

### Intérieur

#### Lanef
- Sur la gauche de la nef, les statues de saint Antoine de Padoue, sainte Thérèse de Lisieux et de saint Bertrand.
- Sur la droite de la nef, les statues de sainte Jeanne d'Arc, la crucifixion de Jésus et de saint Joseph.

#### Lechœur
- Le maître autel est en bois sculpté et doré. Sur la façade est représentée une colombe, symbole du Saint-Esprit.
- Le tabernacle est orné de décors dorés, sur la porte est représenté un calice et une hostie brillant comme un soleil. Il est surmonté d'un crucifix.
- Au centre de l'abside est placée une statue de l'archange saint Michel, à gauche une statue de saint Jacques le Majeur et à droite une statue d'un Christ en croix avec sa mère Marie.

#### Sacristie
Dans la sacristie se trouve un coffre à denier en bon état datant du XVIIIe - XIXe siècle.
Ce coffre servait pour les deniers en nature, l'intérieur est séparé en cinq compartiments, les trois compartiments centraux étaient utilisés pour les céréales (blé, orge, maïs, avoine), les compartiments latéraux étaient réservés à la monnaie.
Ce type de coffre est aujourd'hui rare à trouver dans les églises.

##### Chapelle de la Vierge Marie
- Statue de la Vierge Marie couronnée.
- Statue de sainte Anne et de sa fille Marie.
- Pietà sculptée en bois, datant de la fin du XVe siècle[1], ou du XVIe siècle, est inscrite à l'inventaire des monuments historiques[2].

##### Chapelle du Sacré-Cœur de Jésus
- Une statue du Sacré-Cœur de Jésus.
- Un fragment d'un retable ou tabernacle.
- Une plaque en marbre avec l'inscription «cette église dédiée à saint Michel a été bénite le 17 octobre 1886 par Mgr Billère évêque de Tarbes».

## Galerie

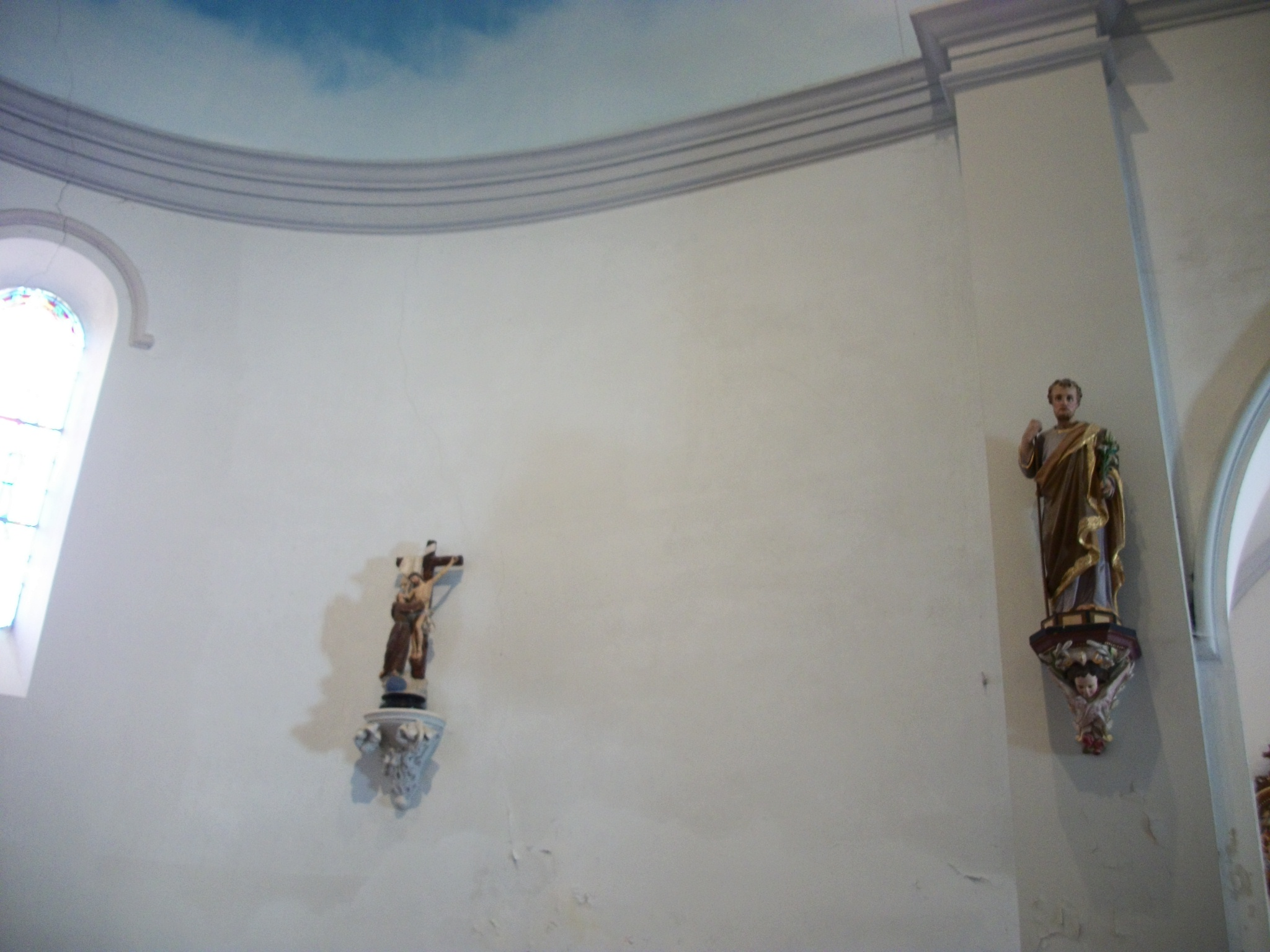
Saint François d'Assise et saint Joseph.
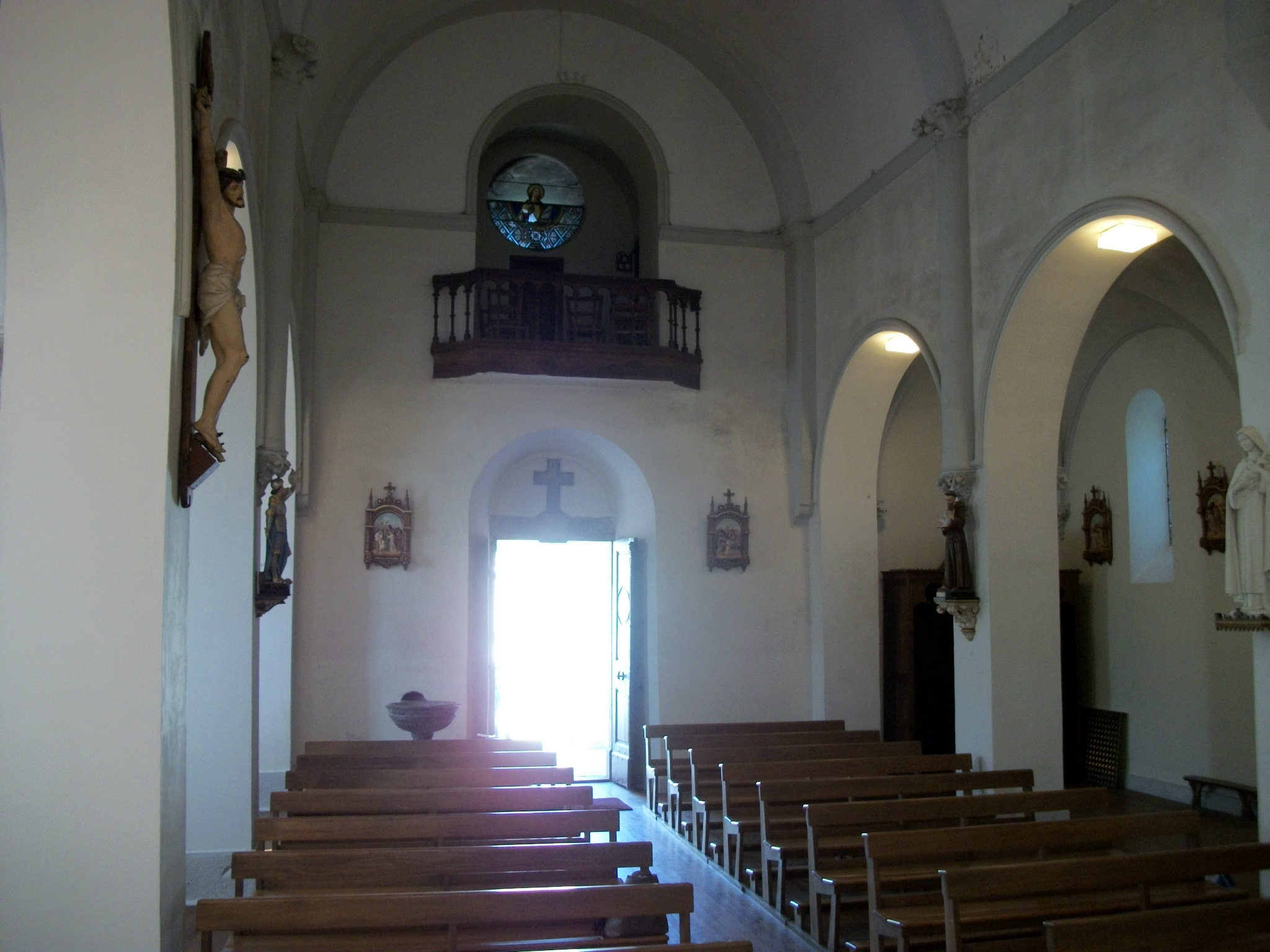
Partie arrière de la nef.
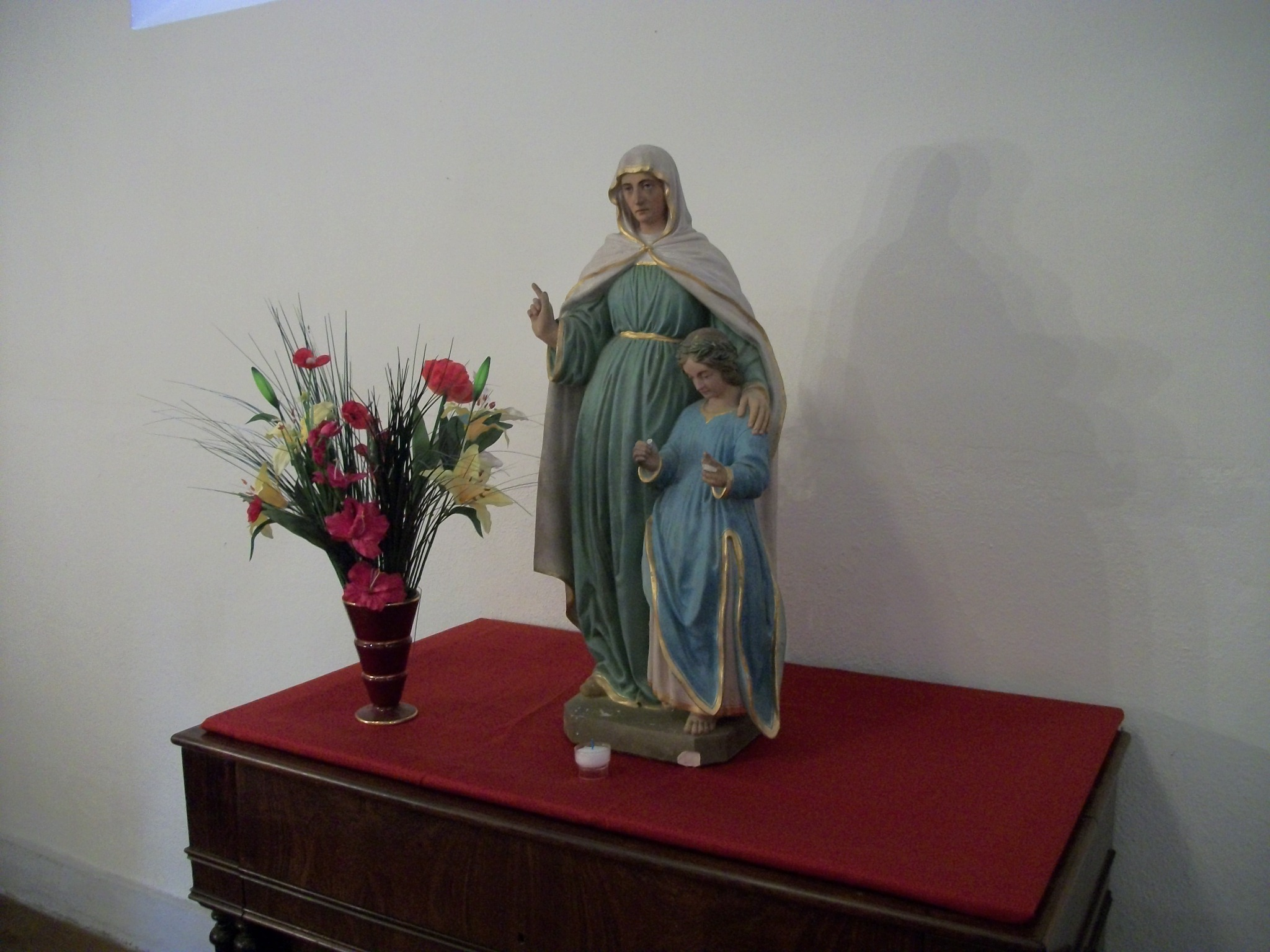
Sainte Anne et sa fille Marie.
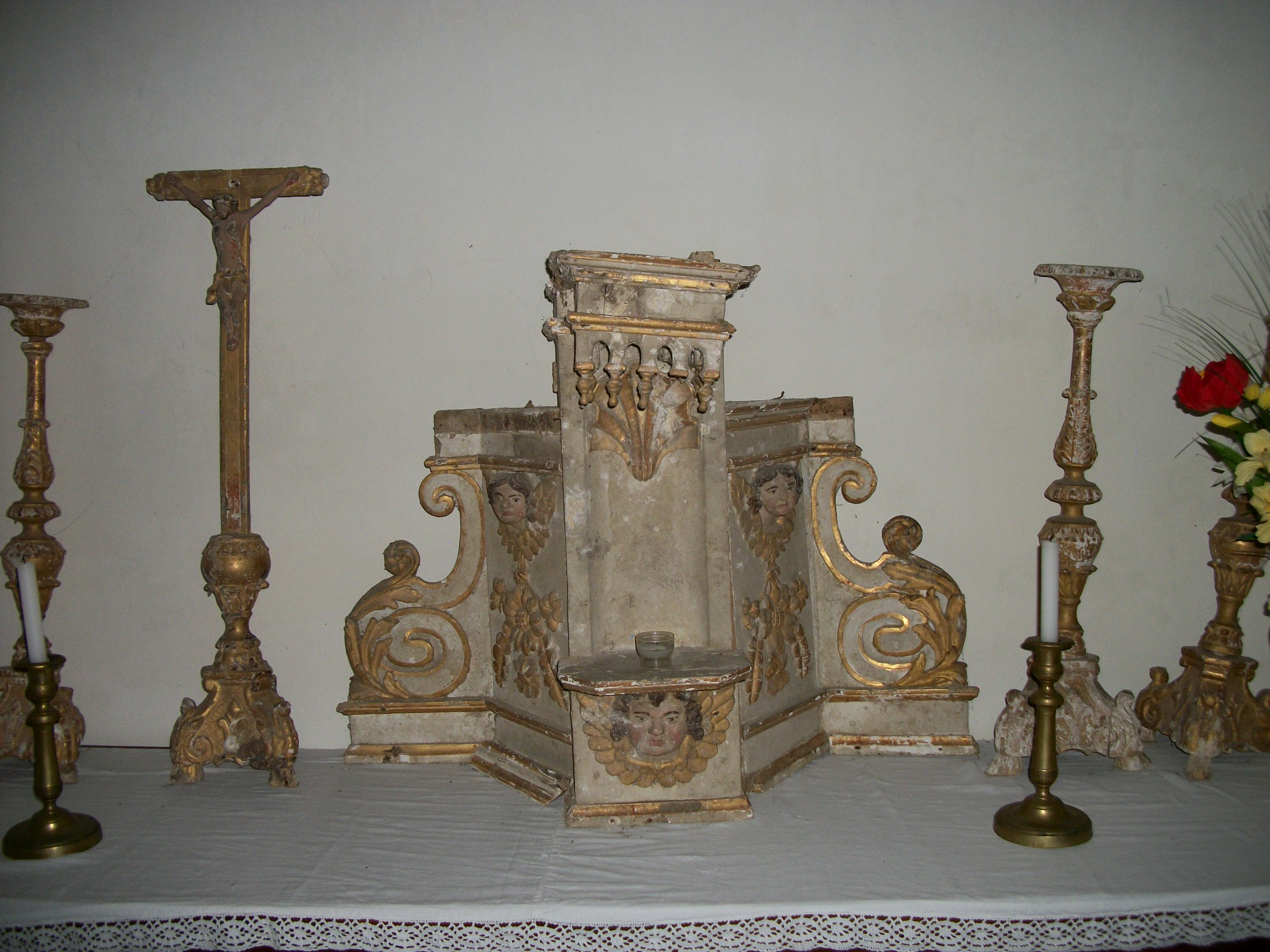
Un fragment d'un retable ou d'un tabernacle ?
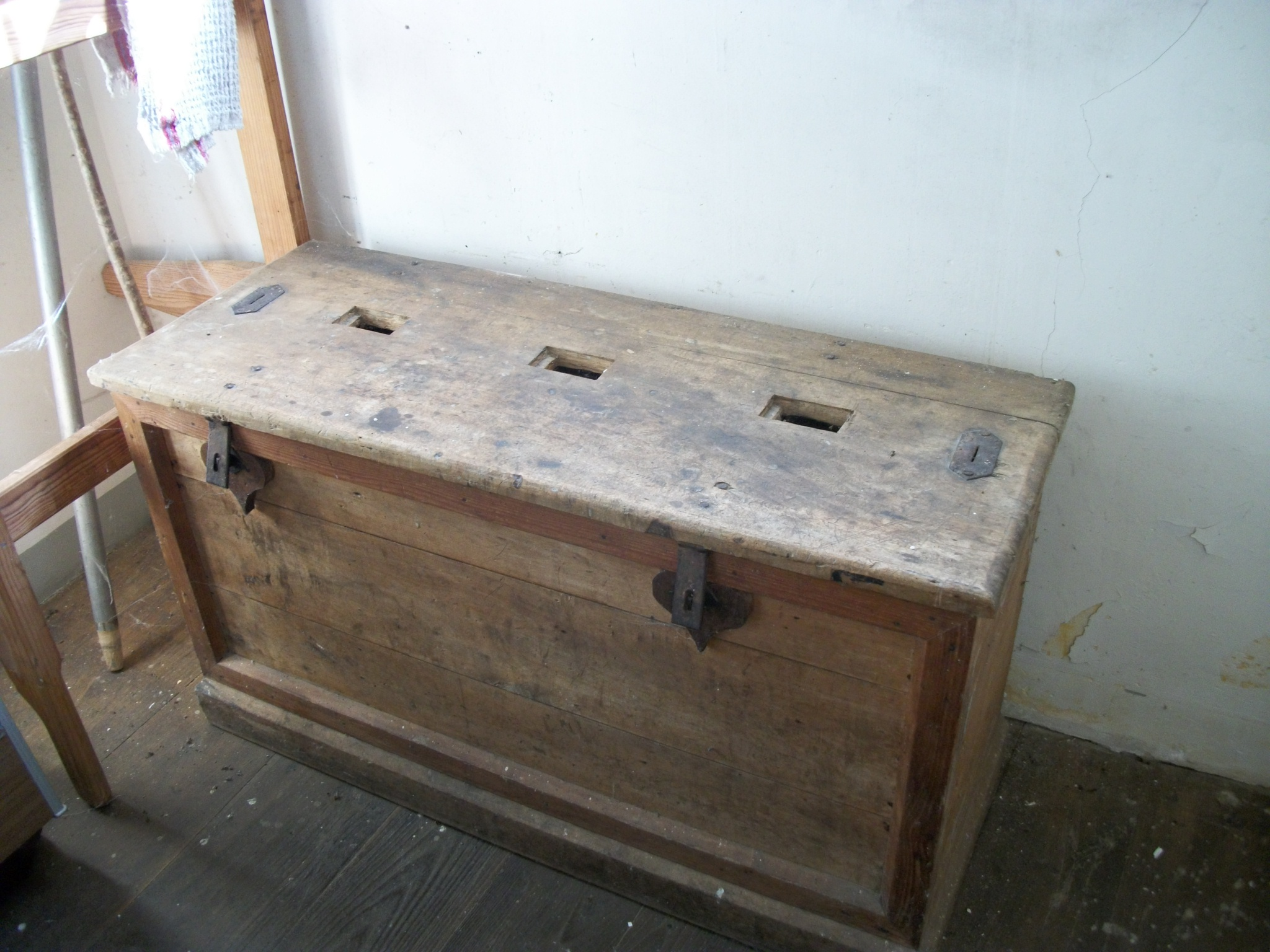
Coffre à denier.

## Extraits audio d'une messe
Extraits de la messe de l'ensemble paroissial de la Barousse à l'Église Saint-Michel de Gembrie le 13 septembre 2020.